# Hydrelia candace
Hydrelia candace är en fjärilsart som beskrevs av Louis Beethoven Prout 1929. Hydrelia candace ingår i släktet Hydrelia och familjen mätare. Inga underarter finns listade i Catalogue of Life.